# Ealdorman
Ealdorman est un titre porté par certains individus de haut rang dans l'Angleterre du haut Moyen Âge.
À l'origine, leur autorité ne dérive pas nécessairement de celle d'un roi, mais le sens du terme évolue et à la fin de l'époque anglo-saxonne, entre la fin du IXe siècle et le début du XIe siècle, les ealdormen sont les représentants du pouvoir royal dans les comtés du royaume d'Angleterre.

## Étymologie
Ealdorman est un terme vieil-anglais qui signifie littéralement « homme aîné » (elder man), et désigne plus largement tout noble de haut rang. À partir du règne de Knut le Grand (1016-1035), il est supplanté par eorl, probablement sous l'influence du danois jarl, de même sens. Ce terme est à l'origine de l'anglais moderne earl (« comte »).
Ealdorman partage la même étymologie que l'anglais moderne alderman, qui désigne une fonction complètement différente.

## Évolution
Le sens du terme ealdorman évolue au fil du temps. À l'origine, il s'agit d'un équivalent assez vague des termes latins comes, dux, princeps ou præfectus, qui est utilisé pour des individus de haut rang dont l'autorité ne dérive pas nécessairement de celle d'un roi. Son sens se précise à partir du règne d'Alfred le Grand (871-899) pour s'appliquer aux représentants du pouvoir royal dans les comtés du royaume de Wessex, puis d'Angleterre. Ses fonctions s'étendent alors à plusieurs domaines : il lève l'impôt, préside les cours de justice et mène les armées de son ou ses comtés,.
Le nombre d'ealdormen n'est pas fixé. Leur autorité peut s'étendre sur un seul comté ou plusieurs : Æthelweard le Chroniqueur est ealdorman des « provinces occidentales », ce qui correspond vraisemblablement au Devon, au Somerset et au Dorset. La tendance générale est à la diminution de la taille des domaines des ealdormen sous les règnes d'Edgar le Pacifique et Æthelred le Malavisé, qui remplacent aussi fréquemment les ealdormen par des reeves, dont l'autorité se borne à un unique comté.
Le titre n'est pas héréditaire, même s'il tend à se transmettre au sein de certaines familles. Certains ealdormen ont des fils qui sont eux-mêmes ealdormen, mais pas nécessairement de la même zone géographique, comme Æthelstan Demi-Roi.